# Interstate 95 (Pennsylvanie)
Cet article traite d'une section intra-État de l'autoroute. Pour l'article traitant de l’autoroute au complet, référez-vous à Interstate 95.
L'interstate 95 en Pennsylvanie constitue un segment de l'interstate 95, reliant les principales villes de la côte est des États-Unis. Cette autoroute, très empruntée, est longue de plus de 3 000 kilomètres, et traverse les villes de Miami, Jacksonville, Washington, Baltimore, Philadelphie, New York et Boston.
Dans sa section en Pennsylvanie, elle traverse la grande région de Philadelphie, soit la région la plus peuplée de l'État. Elle connecte, principalement, la ville à son aéroport (PHL-Philadelphie), ainsi qu'aux banlieues sud et nord de l'agglomération, qu'elle traverse dans une orientation nord-sud. Elle suit de près le tracé du fleuve Delaware, en passant à l'est du centre-ville de Philadelphie, en assurant le lien avec le Delaware au sud, et avec le New Jersey au nord-est. Elle est l'une des autoroutes les plus empruntées de l'État, avec le Pennsylvania Turnpike (l'Interstate 76), qui permet l'accès au reste de l'État ainsi qu'à Pittsburgh. C'est le seul État, parmi les 15 que la I-95 traverse, qui ne touche pas à l'océan Atlantique. Elle mesure, entre le Delaware et le New Jersey, plus de 71 kilomètres, et un peu moins de son tracé dans l'État est situé à l'intérieur des limites de la ville de Philadelphie.

## Tracé
L'Interstate 95 en Pennsylvanie débute à la frontière entre l'état et le Delaware, juste au nord-est de la ville de Claymont, au Delaware. La ville de Wilmington est située une dizaine de miles au sud de la frontière. Elle commence par se diriger vers le nord-est sur une période de 7 miles, en possédant un échangeur à chaque mile, qui mènent vers la ville de Chester. La sortie 3 mène aussi vers le pont Commodore Barry. Au mile 7, elle croise l'Interstate 476, qui contourne la grande région de Philadelphie par l'ouest, assurant le lien entre Chester et le Pennsylvania Turnpike et Pittsburgh. À la suite de cet échangeur, elle courbe légèrement vers l'est (pendant 4 miles), en possédant à nouveau un échangeur par mile, qui mènent cette fois-ci vers Norwood et Ridley Park. Au mile 12, l'Interstate 95 est connectée à l'aéroport international de Philadelphie, le plus grand aéroport de l'état. Entre les miles 12 et 15, elle contourne d'ailleurs l'aéroport par le nord, puis c'est à cet instant qu'elle fait son entrée dans la limite de la ville de Philadelphie.
Ensuite, elle possède quelques courbes, puis traverse la rivière Schuykill au mile 16. Au mile 17, elle possède un échangeur avec la route 611 de Pennsylvanie, la Broad Street, une artère majeure dans le centre-ville de Philadelphie. La I-95 continue par la suite de se diriger vers l'est sur un mile, puis tourne abruptement vers le nord, en étant toujours parallèle au fleuve Delaware. Au mile 19, elle possède un imposant échangeur avec l'Interstate 76, vers le pont Walt Whitman, l'ouest de Philadelphie, et vers le Pennsylvania Turnpike. Pour les 3 prochains miles, elle se dirige vers le nord en passant sous les principales avenues du centre-ville, qu'elle contourne à l'est durant ce segment. Au mile 22, un autre échangeur imposant est présent, cette fois-ci avec l'Interstate 676, vers le centre-ville de Philadelphie, ainsi que vers Camden, au New Jersey. Cet échangeur offre aussi l'accès au pont Benjamin-Franklin, qui passe au-dessus de l'I-95 et du fleuve Delaware.
Un peu au nord de l'échangeur avec la I-676, elle tourne vers le nord-est, en suivant toujours la rive ouest du fleuve, en possèdent environ un échangeur par mile, menant vers le nord de Philadelphie. La sortie 26 permet l'accès au pont Betsy Ross (la route 90 de Pennsylvanie), vers Moorestown, au New Jersey. La sortie 30 permet aussi l'accès à l'autre rive du fleuve via la route 73, tandis que la I-95 continue sa route vers le nord-est, en possédant un échangeur avec la route 63 (sortie 36), lieu où elle quitte définitivement les limites de la ville de Philadelphie. Elle suit ensuite le tracé de l'U.S. Route 13, puis à la hauteur du mile 40, elle courbe vers le nord, quittant légèrement le fleuve Delaware, pour passer à l'ouest de Croydon et de Levittown. Au mile 42, elle croise le Pennsylvania Turnpike, l'Interstate 276, et l'interstate 295, puis elle courbe vers l'est en croisant la U.S. Route 13. Elle traverse finalement le fleuve Delaware en traversant la frontière avec le New Jersey ,.

## Histoire
Les plans pour une autoroute à accès limité le long du fleuve Delaware remontent à l'année 1932, en tant qu'une proposition pour le système pour automobiles seulement de la région de Philadelphie, similaire au réseau routier actuel de la ville de New York. Toutefois, les plans pour le système sont tombés à l'eau, annulant ainsi la construction de cette autoroute. En 1937, les plans pour l'autoroute sont réapparus en tant que la Delaware Skyway, une autoroute planifiée surélevée suivant la rive ouest du cours d'eau, similaire à la Route 9A de New York (West Side Highway), et ces plans furent à nouveau abandonnés alors qu'il bloqueraient l'accès au port de Philadelphie,.

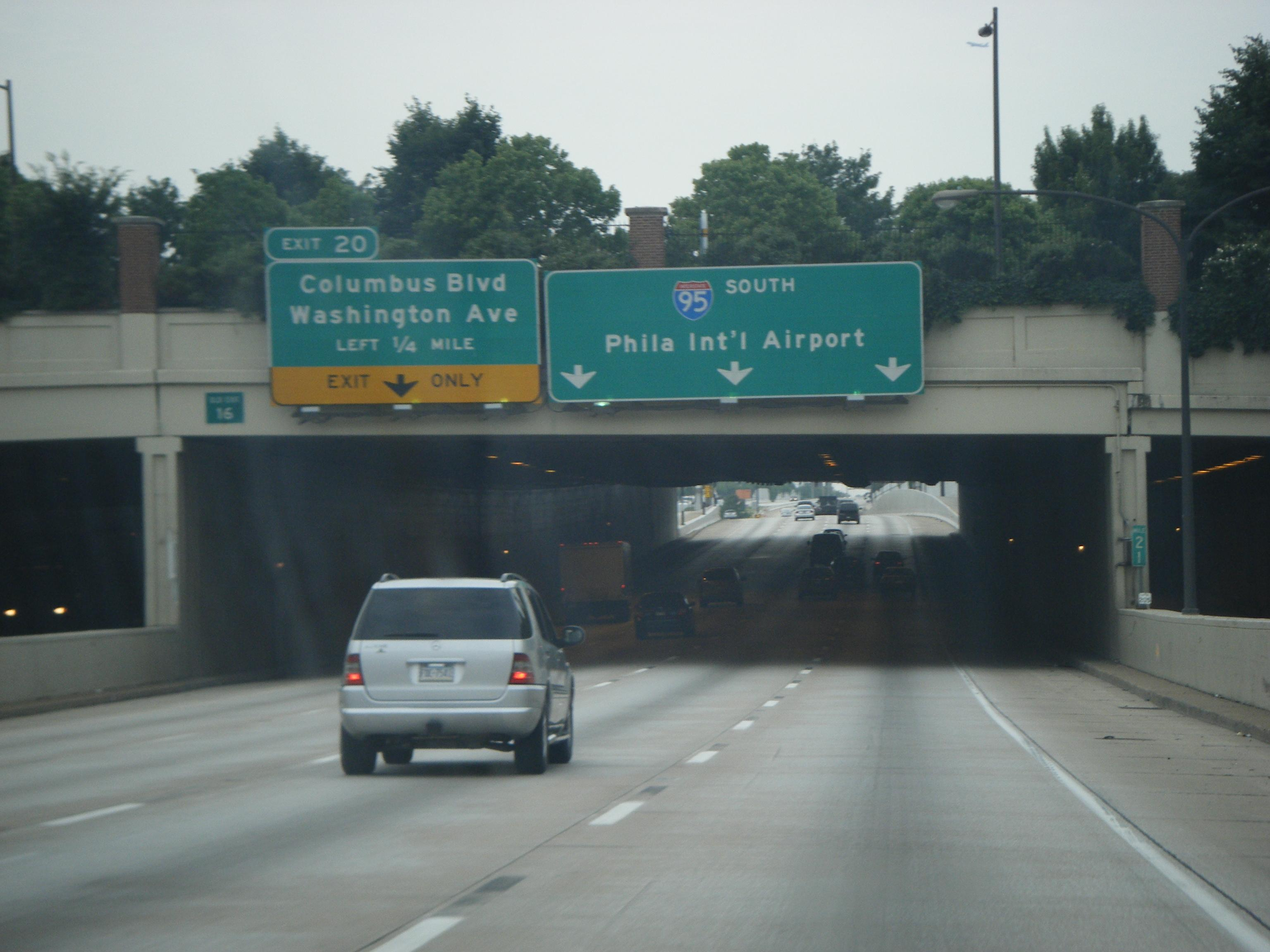
L'interstate 95 direction sud, dans le centre-ville de Philadelphie.

En 1945, la ville approuva le tracé actuel en tant que la Delaware Expressway, en envisageant de relier tout le secteur industriel le long du fleuve et au pont Trenton-Morrisville vers le New Jersey. L'autoroute proposée fut incorporée dans le système du Pennsylvania Turnpike, et fut planifiée en tant qu'une autoroute à péage. Toutefois, avec les avancées du réseau d'autoroutes inter-États américaines (Interstates), le projet fut alors administré par le département des autoroutes de la Pennsylvanie, et par la suite incorporé à l'interstate 95, la construction de l'autoroute a commencé en 1959,.
Les plans originaux de l'autoroute indiquaient qu'elle suivait la U.S. Route 13 vers le pont Trenton-Morrisville, alors que l'I-95 aurait continué sur la Trenton Freeway, autoroute existant aujourd'hui. Toutefois, dû à la capacité limitée de l'autoroute à travers Trenton, les planificateurs décidèrent de construire un nouvel alignement qui contournerait Trenton par l'ouest, en incorporant le pont existant Scudder Falls,.
La controverse apparut dans le début des années 1960 sur l'autoroute à 8 voies surélevée traversant le centre-ville (Center City) sur les berges du fleuve; les résidents du quartier Society Hill ont soutenu que l'autoroute au sol couperait le quartier du fleuve. Les officiers de l'État ont adopté un compromis en optant pour une alternative en connectant l'autoroute à un développement le long des berges, aujourd'hui Penn's Landing. En 1979, l'entièreté de la section autoroutière de l'Interstate 95 en Pennsylvannie a été ouverte à la circulation, excepté un segment de 6 kilomètres près de l'aéroport international de Philadelphie,.

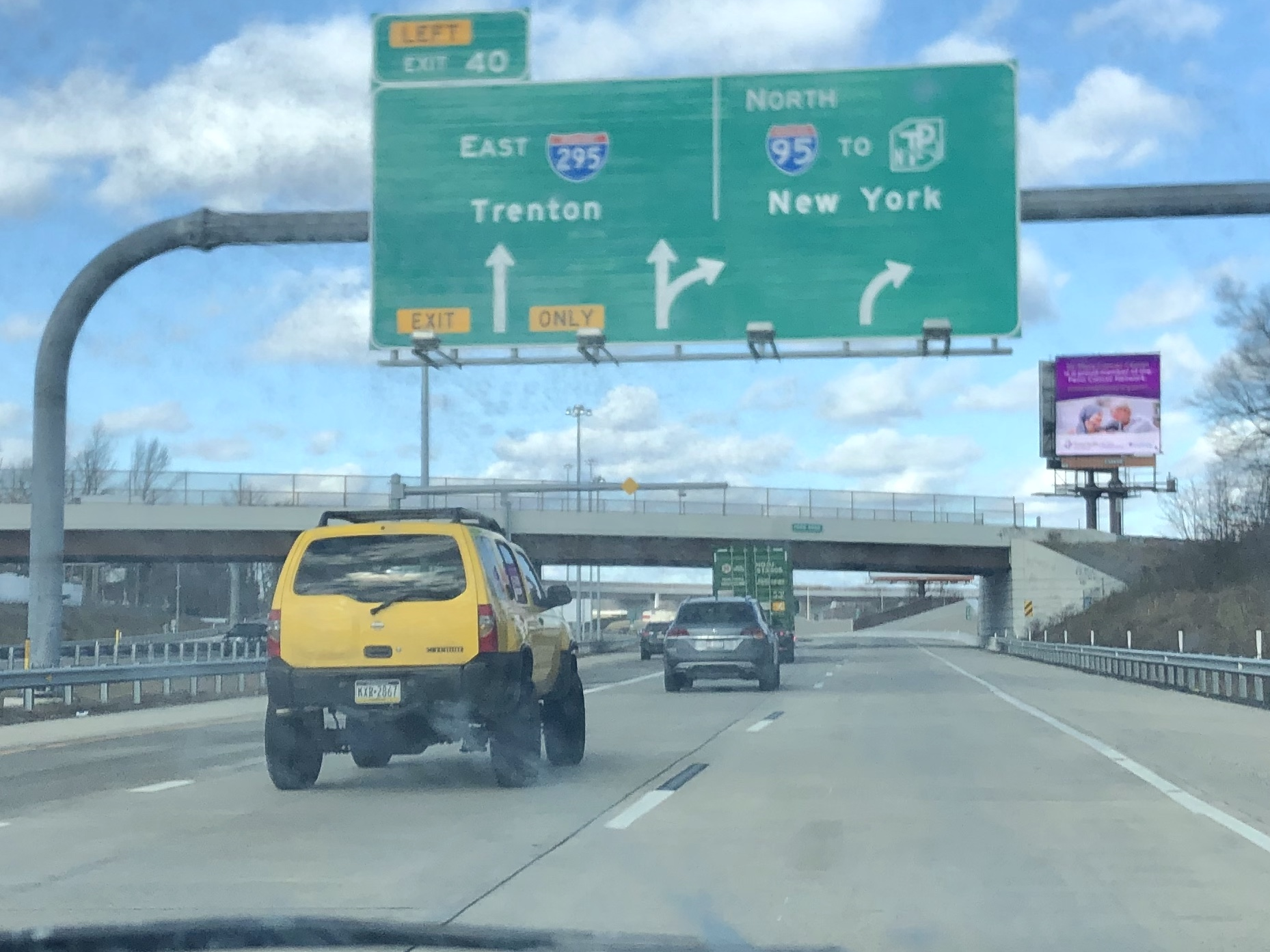
L'interstate 95 direction nord, au mile 40, près de Bristol. Cet échangeur, terminé en 2020, a fait dévié l'interstate 95 vers l'Est pour connecter au New Jersey sur une ancienne section du Pennsylvania Turnpike. L'Interstate 295 connecte au nord vers Trenton, l'ancienne section de l'Interstate 95.

La finition du dernier segment a été plutôt difficile, alors qu'elle faisait face une difficulté considérable, car la route allait être construite sur une surface d'argile séparant le bassin d'eau de la ville de sa station d'épuration. Tout ceci fut complexifié par une suspension budgétaire fédérale de 2 ans, alors que l'État avait échoué à installer et mandater un programme d'essais d'émissions. Le section finale ouvrit en 1985, marquant ici l'aboutissement du projet de 35 ans,.
Le 18 mars 2008, 2 miles (3,2 km) de l'I-95 dans Philadelphie ont dû être fermés alors que le département des transports de la Pennsylvanie a découvert de larges fissures dans une colonne de support sous l'autoroute. Pour éviter un effondrement, l'I-95 fut fermée entre les sorties 23 et 25 (Girard Ave. à Allegheny Ave.). Le département a travaillé rapidement en utilisant 16 vérins pour réparer la fissure, et le département a rouvert la route peu après le 20 mars.

## Disposition des voies

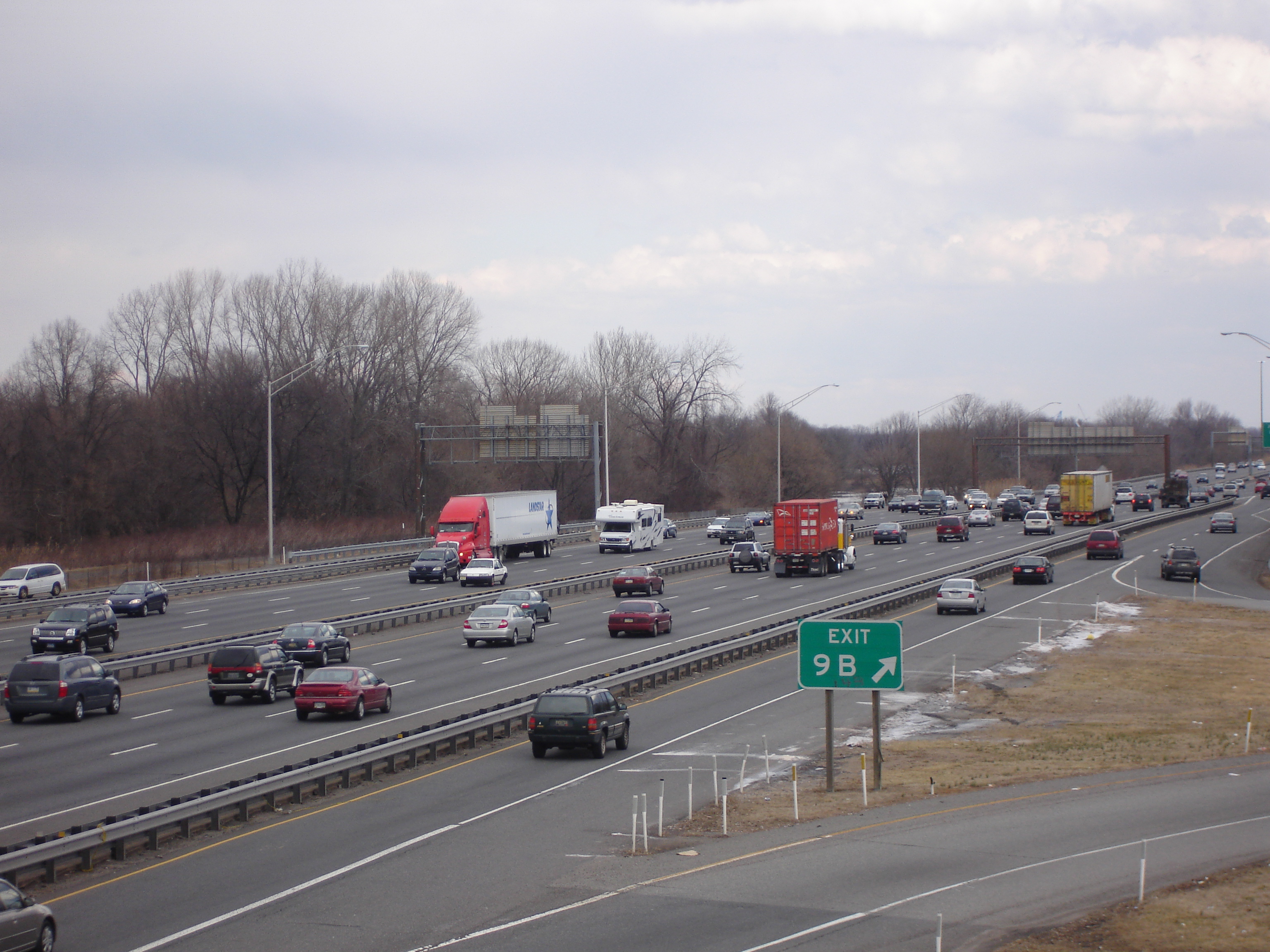
La sortie 9B de l'I-95, direction sud, soit à la hauteur de Norwood.

Entre la frontière avec le Delaware et le nord-est du centre-ville de Philadelphie (sortie 22 vers le pont Benjamin-Franklin et l'interstate 676) possède 6 voies, selon une configuration 3-3. Par la suite, et ce jusqu'à la sortie 30, avec la route 73 de Pennsylvanie, elle possède 8 voies selon une configuration 4-4. Entre le mile 30 et le mile 40 (vers PA-413), elle possède 6 voies (configuration 3-3). Finalement, jusqu'à la frontière du New Jersey, elle est selon un arrangement 2-2 conventionnel.

## Finition
En 2018, l’échangeur entre le Pennsylvania Turnpike et la 95 a été complété. L'interstate 95 connecté désormais directement au New Jersey sur un segment continu, éliminant l'ancienne section inachevée de l'autoroute . L’ancienne section de la 95, entre cet échangeur et Trenton, fut renumérotée interstate 295 en conséquence.

## Aire de service
Il n'y a aucune aire de service sur le portion de l'interstate 95 en Pennsylvanie,.

## Liste des échangeurs
Les numéros de sorties augmentent du sud au nord, selon le nombre de miles parcourus depuis le début de l'autoroute dans l'état.
| Liste des échangeurs de l'Interstate 95 en Pennsylvanie                 | Liste des échangeurs de l'Interstate 95 en Pennsylvanie    | Liste des échangeurs de l'Interstate 95 en Pennsylvanie | Liste des échangeurs de l'Interstate 95 en Pennsylvanie                 | Liste des échangeurs de l'Interstate 95 en Pennsylvanie | Liste des échangeurs de l'Interstate 95 en Pennsylvanie                                                                       |
| Emplacement                                                             | km                                                         | Mile                                                    | #                                                                       | Intersection / Destinations | Notes |
| ----------------------------------------------------------------------- | ---------------------------------------------------------- | ------------------------------------------------------- | ----------------------------------------------------------------------- | --- | --- |
| Frontière Delaware-Pennsylvanie                                         | 0,00                                                       | 0,00                                                    | I-95 sud, Wilmington (DE), Newark (DE), Baltimore (MD), Washington (DC) | I-95 sud, Wilmington (DE), Newark (DE), Baltimore (MD), Washington (DC) | Extrémité sud de l'I-95 dans l'état de la Pennsylvanie; échangeur avec l'I-495 juste au sud de la frontière (Claymont)        |
| Boothwyn                                                                | 1,16                                                       | 1,87                                                    | 1                                                                       | Chichester Avenue, Trainer | |
| Linwood                                                                 | 1,72                                                       | 2,77                                                    | 2                                                                       | PA-452 (Market Street), Twin Oaks, Village Green | |
| Chester                                                                 | 2,85                                                       | 4,59                                                    | 3A                                                                      | US 322 ouest, West Chester, Twin Oaks | extrémité sud du multiplex avec la US 322; sortie sud et entrée nord seulement                                                |
| Chester                                                                 | 2,85                                                       | 4,59                                                    | 3                                                                       | Highland Avenue, Chester | |
| Chester                                                                 | 3,62                                                       | 5,83                                                    | 4                                                                       | US 322 est, vers PA-291, pont Commodore Barry, Paulsboro (NJ) | extrémité nord du multiplex avec la US 322                                                                                    |
| Chester                                                                 | 4,50                                                       | 7,24                                                    | 5                                                                       | Kerlin Street, Chester | sortie nord et entrée sud seulement                                                                                           |
| Chester                                                                 | 5,62                                                       | 9,04                                                    | 6                                                                       | PA-320 (Providence Avenue), PA-352 (Edgemont Avenue/Avenue of the States), Chester centre, Brookhaven, Université Widener                                                    | |
| Chester                                                                 | 6,64                                                       | 10,69                                                   | 7                                                                       | I-476 nord, vers I-76 ouest et Pennsylvania Turnpike, Broomall, Wayne, Norristown, Harrisburg                                                                                | extrémité sud de l'I-476; autoroute de contournement ouest de Philadelphie                                                    |
| Ridley Park                                                             | 7,78                                                       | 12,52                                                   | 8                                                                       | Ridley Park, vers PA-291 | |
| Tinicum Township                                                        |                                                            |                                                         | 9AB                                                                     | PA-420, Prospect Park, Norwood | numérotée 9A vers le sud (Essington) et 9B vers le nord (Norwood)                                                             |
| Tinicum Township                                                        | 10,25                                                      | 16,50                                                   | 10 12B                                                                  | PA-291 (Bartram Ave.), Cargo City | numérotée 10 direction nord et 12B direction sud; terminus sud planifié de l'ancienne Industrial Expressway                   |
| Philadelphie                                                            | 12,17                                                      | 19,59                                                   | 12 12A                                                                  | Aéroport international de Philadelphie (PHL) | numérotée 12 direction nord et 12A direction sud                                                                              |
| Philadelphie                                                            | 13,14                                                      | 21,15                                                   | 13                                                                      | PA-291 nord, vers I-76 | sortie nord et entrée sud seulement                                                                                           |
| Philadelphie                                                            | 13,71                                                      | 22,06                                                   | 14                                                                      | Bartram Ave./Essington Ave. | sortie sud et entrée nord seulement                                                                                           |
| Philadelphie                                                            | 14,56                                                      | 23,43                                                   | 15                                                                      | Entreprise Ave., Island Ave. | sortie sud et entrée nord seulement                                                                                           |
| Philadelphie                                                            | Traverse de la rivière Schuylkill sur le pont Girard Point |                                                         |                                                                         | | |
| Philadelphie                                                            | 16,74                                                      | 26,94                                                   | 17                                                                      | PA-611 nord (Broad Street), Pattison Avenue, vers I-76 ouest et Philadelphie centre-ville plus loin, Norristown, Harrisburg                                                  | |
| Philadelphie                                                            | 18,51                                                      | 29,79                                                   | 19                                                                      | I-76 est (pont Walt Whitman), Gloucester City (NJ), Collingswood (NJ) | Pont à péage; aucun accès vers I-76 ouest                                                                                     |
| Philadelphie                                                            | 20,43                                                      | 32,88                                                   | 20                                                                      | Columbus Blvd., Washington Blvd. | |
| Philadelphie                                                            | 21,89                                                      | 35,23                                                   | 22                                                                      | I-676 (Vine Street Expressway), vers I-76 ouest, pont Benjamin-Franklin, Camden (NJ), Harrisburg // U.S. Route 30, vers PA-611, PHILADELPHIE CENTRE-VILLE, Independence Hill | échangeur complexe; meilleur chemin vers le centre-ville depuis l'I-95; pont Benjamin-Franklin à péage                        |
| Philadelphie                                                            | 23,38                                                      | 37,63                                                   | 23                                                                      | Girard Avenue, Legigh Avenue | |
| Philadelphie                                                            | 24,87                                                      | 40,02                                                   | 25                                                                      | Alleghanys Avenue, Castor Avenue | |
| Philadelphie                                                            | 26,15                                                      | 42,08                                                   | 26                                                                      | Route 90 du New Jersey est, pont Betsy Ross, New Jersey, Willingboro | échangeur anciennement proposé avec la Pulaski Expressway (PA-90)                                                             |
| Philadelphie                                                            | 27,18                                                      | 43,74                                                   | 27                                                                      | Bridge Street, Harbison Avenue | |
| Philadelphie                                                            | 29,80                                                      | 47,96                                                   | 30                                                                      | vers PA-73 et route 73 du New Jersey, Palmyra, Melrose Park | |
| Philadelphie                                                            | 32,06                                                      | 51,60                                                   | 32                                                                      | Academy Road, Linden Avenue | terminus est proposé de la Ten Mile Loop                                                                                      |
| Andalusia                                                               | 34,66                                                      | 55,78                                                   | 35                                                                      | PA-63 ouest (Woodhaven Road), Huntingdon Valley | |
| Eddington                                                               | 36,35                                                      | 58,50                                                   | 37                                                                      | PA-132 ouest (Street Road), vers la U.S. Route 13 (Bristol Pike) | |
| Bristol Township                                                        | 39,48                                                      | 63,54                                                   | 39                                                                      | PA-413, Bristol, Levittown, West Bristol | |
| Bristol Township                                                        | 40,69                                                      | 65,48                                                   | 40                                                                      | Interstate 276 (Pennsylvania Turnpike), vers New Jersey Turnpike, I-95 (au New Jersey), I-76 ouest, New York, Norristown, Harrisburg, Pittsburgh                             | Échangeur ouvert en 2020; échangeur à péage; la I-95 dévie vers l'est, sur le Pennsylvania Turnpike à partir de cet échangeur |
| Bristol Township                                                        | 43,00                                                      | 69,20                                                   | 42                                                                      | US 13, Levittown, Bristol | |
| Fleuve DelawareFrontière Pennsylvanie-New Jersey                        | 44,25                                                      | 71,21                                                   | I-95 nord, vers New Jersey Turnpike, New York (NY), Newark (NJ)         | I-95 nord, vers New Jersey Turnpike, New York (NY), Newark (NJ) | Extrémité nord de l'I-95 en Pennsylvanie; Connection au New Jersey Turnpike                                                   |
| Multiplex Échangeur incomplet Cours d'eau En Construction (FUTUR) Péage |                                                            |                                                         |                                                                         | | |